# Hjalmar Fridolf Siilasvuo

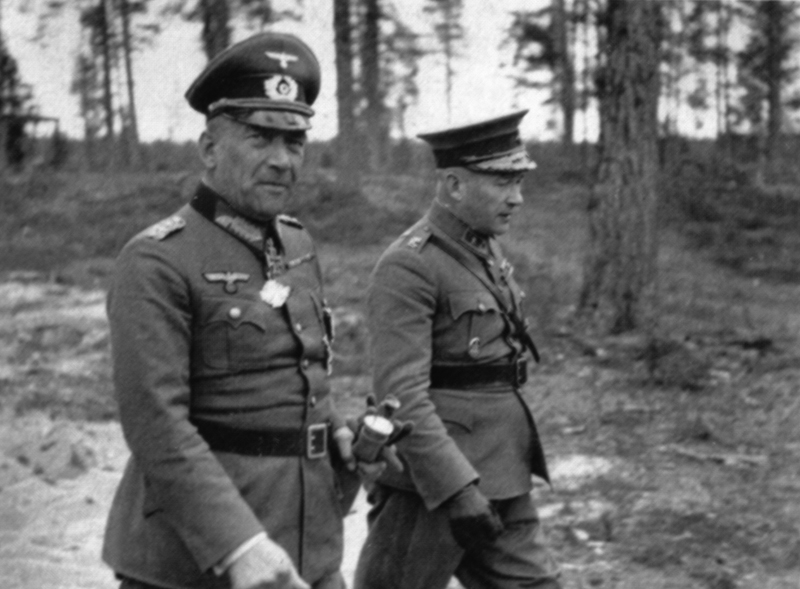
Pokračovací válka: generálové Falkenhorst (vlevo) a Siilasvuo.

Hjalmar Fridolf Siilasvuo, známý pod přezdívkou Sivu (18. března 1892 – 11. ledna 1947) byl finský generál považovaný za nejlepšího z finských polních velitelů II. světové války.
Za Zimní války vedl narychlo zformovanou nekompletní 9. pěší divizi, s níž nejdříve v bitvě o Suomussalmi zničil 47. armádní sbor Rudé armády (včetně supraelitní 44. „Stalinovy“, resp. „Modré“ divize) a následně se s ní přesunul do oblasti Kuhma, kde dokončil obklíčení elitní 54. pěší divize Rudé Armády.
Během února a března pak udržoval obklíčení proti osvobozovacím pokusům 33. pěší divize a elitní Balinovy lyžařské brigády (která byla v bitvě zcela zničena).
Převážnou část Pokračovací války vedl III. Armádní sbor Finské armády nejdříve v severním Finsku (1941) a posléze (1944) na Karelské šíji, kde měl velký podíl na finském vítězství v klíčové bitvě v oblasti Tali-Ihantala.
V Laponské válce vedl jednotky vytlačující Němce ze severního Finska a Laponska.
Dne 21. prosince 1944 obdržel Mannerheimův kříž.
Je otcem generála Ensia Siilasvua.